# Наездник рогохвоста большого
Рисса внушительная (лат. Rhyssa persuasoria), рисса усердная — наездник семейства Ichneumonidae.

## Описание

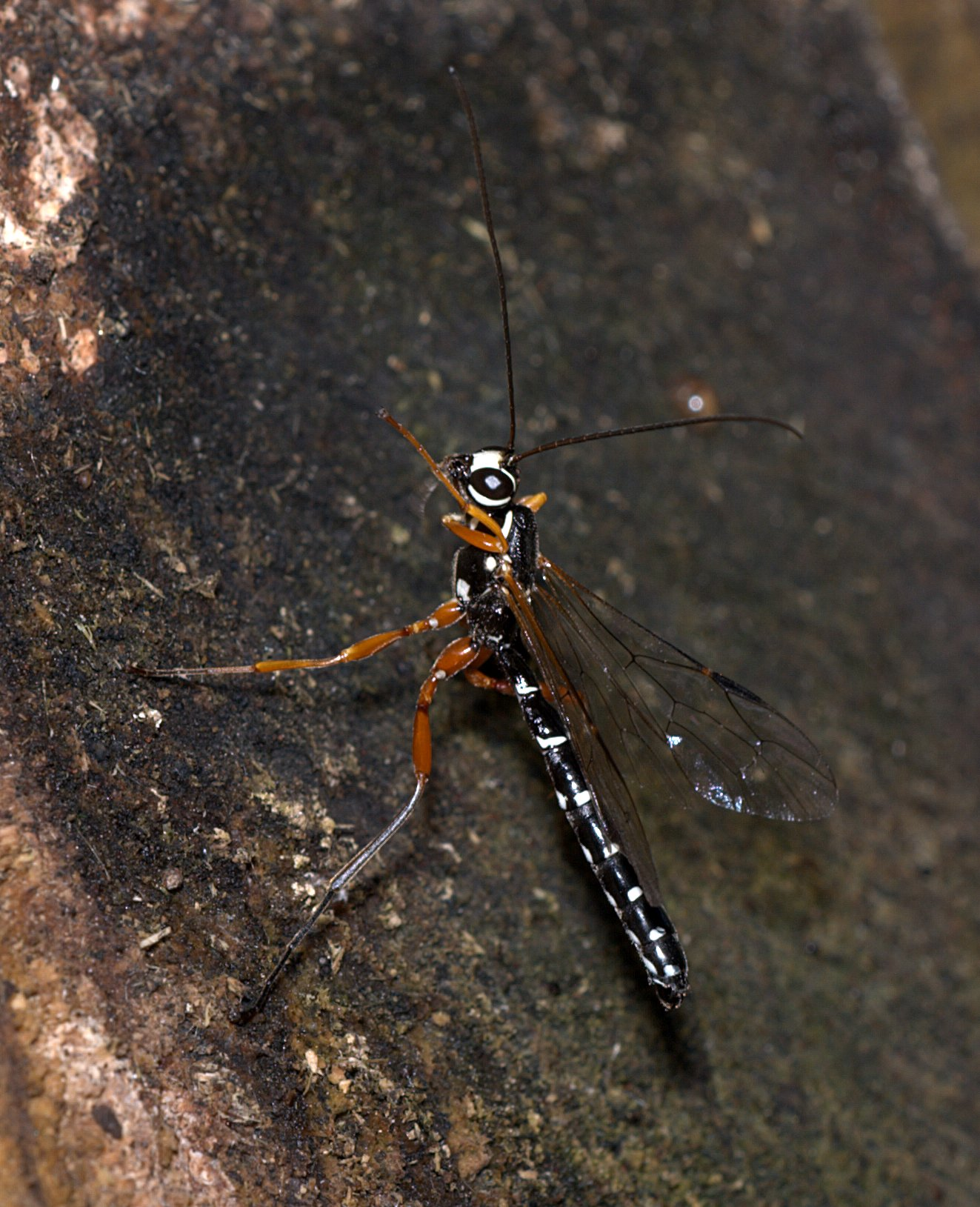
Самец

Один из самых крупных наездников, обитающих на территории Европы. Достигает длины 30—40 мм. Окраска чёрная с белыми пятнами, ноги рыжие. У самок длинный, превышающий длину тела яйцеклад.

## Ареал
Евразия, кроме тропической зоны, Северная Америка. Обитает преимущественно в хвойных лесах, так как паразитирует на личинках рогохвостов.

## Биология

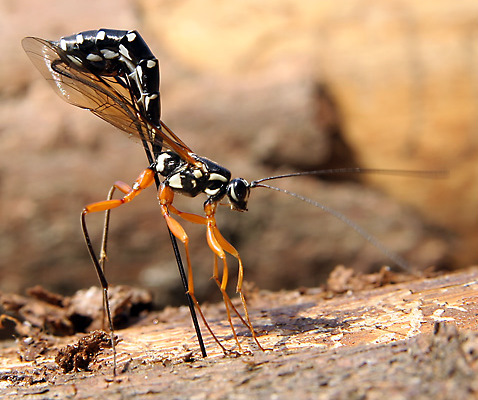
Самка во время откладки яиц

Личинки наездника паразитируют на личинках и куколках рогохвостов. Самки обладают способностью отыскивать находящихся глубоко в древесине (до 40 мм) личинок рогохвостов. Затем с помощью длинного яйцеклада она сверлит древесину и откладывает яйца на личинках или в проложенные ими ходы. Взрослые личинки наездника окукливаются прямо в ходах рогохвостов, зимуют. За год сменяется одно поколение.